# شادی عبدالوند
شادی عبدالوند (زادهٔ ۲۳ آبان ۱۳۷۱) بازیکن تیم ملی بسکتبال زنان ایران است. او در سال ۱۳۹۸ نخستین مدال جهانی بسکتبال بانوان ایران را کسب کرد.

## زندگی ورزشی
شادی عبدالوند، ۲۳ آبان ۱۳۷۱ در خانواده‌ای با اصالت بختیاری، در تهران زاده شد. وی از کلاس پنجم ابتدایی، با کشف استعدادش توسط معلم ورزش دبستان، ورزش بسکتبال را آغاز کرد. او از سال سوم راهنمایی به‌طور حرفه‌ای بسکتبال را دنبال کرد و برای مسابقات مدارس انتخاب شد. شادی عبدالوند پس از مدتی در مسابقات استانی و کشوری نیز حاضر شد و پس از آن، در سن ۱۶ سالگی به تیم ملی بسکتبال زنان دعوت شد و همزمان به عنوان پدیده سوپر لیگ بانوان بسکتبال معرفی شد. وی تحصیلات دانشگاهی خود را با دریافت مدرک کارشناسی ارشد در رشتهٔ تربیت بدنی به پایان برد.
شادی عبدالوند در تابستان ۱۳۹۸ در مسابقات جام جهانی هلند، از اعضای تیم ملی ۳ به ۳ بسکتبال زنان ایران بود که در بخش رقابت مهارت‌های انفرادی آمستردام، به مدال برنز دست یافت. این مدال نخستین مدال جهانی تاریخ بسکتبال بانوان ایران است.
او در سال ۱۳۹۸ به عنوان امتیازآورترین بسکتبالیست لیگ برتر سال ۹۸ بانوان انتخاب شد. عبدالوند در شهریور ۱۳۹۸، به همراه تیم ملی بسکتبال زنان ایران به مدال برنز رقابت‌های قهرمانی غرب آسیا دست یافت.